# حسین فخرایی
سید حسین فخرایی (زاده ۵ آذر ۱۳۲۶ در دزفول) پزشک متخصص نوزادان و اطفال ایرانی است. از وی به عنوان یکی از معدود متخصصان نوزادان نام برده شده‌است که در ایجاد پزشکی مدرن نوزادان در ایران کمک کرده‌است.

## زندگی‌نامه
فخرایی در ۵ آذر ۱۳۲۶ در دزفول زاده شد. او تحصیلات ابتدایی و متوسطه را در زادگاهش به اتمام رساند و در سال ۱۳۵۳ تحصیلات پزشکی عمومی خود را در دانشگاه علوم پزشکی شیراز به پایان رساند. دوره دستیاری پزشکی کودکان را در مایو کلینیک در روچستر، مینه‌سوتای آمریکا و مرکز پزشکی اسکات و وایت در شهر تمپل، تگزاس آمریکا گذراند. دکتر فخرایی دوره دستیاری فوق تخصصی نوزادان را در دانشگاه واشینگتن در سنت لوئیس ایالت میزوری آمریکا گذرانده و در سال ۱۳۵۸ موفق به اخذ دانشنامه شد.
وی تا سال ۱۳۹۶ در بیمارستان کودکان مفید به عنوان رئیس بخش‌های نوزادان و ویژه نوزادان و هم‌زمان دبیر هیئت ممتحنه دانشنامه فوق تخصصی نوزادان و پیرامون تولد بود. او تا پیش از بازنشستگی استاد بیماری‌های کودکان در دانشگاه علوم پزشکی شهید بهشتی بود و همچنین دبیر هیئت مدیره انجمن پزشکان نوزادان ایران، عضویت در هیئت مدیره انجمن پزشکان کودکان ایران، عضویت در هیئت امنای انجمن تغذیه با شیر مادر و عضویت در کمیته کشوری ایمن‌سازی بهداشت، درمان و آموزش پزشکی و عضویت ارشد در آکادمی طب کودکان آمریکا را نیز در کارنامه خود دارد.

## کتاب‌ها
- نوزادان نلسون (۲۰۲۰)
- مروری بر نوزادان نلسون
- پزشک همراه من